# Philippe Pierret
Pour les articles homonymes, voir Pierret.
Philippe Pierret, né en 1962 à Bruxelles, est un enseignant-chercheur et historien des religions et des systèmes de pensée, spécialisé dans l'histoire du judaïsme de Belgique et de France (XVIe au XIXe siècle).

## Biographie
De nationalités française et belge, Philippe Pierret est diplômé de l'Institut d'études du judaïsme Martin Buber - Université Libre de Bruxelles et de l'École pratique des hautes études à Paris)  et est docteur en histoire des religions et des systèmes de pensée de l'École pratique des hautes études dans la Ve section des sciences religieuses). Il a soutenu sa thèse sous la direction de Gérard Nahon .
De 1999 à 2015, il a été conservateur au Musée juif de Belgique à Bruxelles.  De 20006 à 2017, il a été le commissaire et le créateur de l'exposition permanente à partir d'une shoule (oratoire) située anciennement dans la commune de  Molenbeek-St-Jean et scénarisée au Musée juif de Belgique par l'artiste Christian Israel. Il est le fondateur et rédacteur en chef de MuséOn, la revue annuelle d'art et d'histoire du Musée juif de Belgique dont six numéros parus de 2009-2014.  
Il a assuré le commissariat des expositions :  
- Trajectoires et Espaces juifs. La shoule de Molenbeek. Facettes d'un judaïsme contemporain (2007) ;
- Une mémoire de papier. Images de la vie juive en Belgique, XIXe-XXe siècles (2009) ;
- Visions. Photographies de Dan Zollman (2012) ;
- La Maison des vivants - Beth Hayim - House of the living (2013) ;

et a contribué scientifiquement à de nombreuses expositions en Belgique et en France. 
En 1997 à 2017, il a été un collaborateur scientifique de l'Université libre de Bruxelles. Il a également été chercheur associé au Centre National de la Recherche Scientifique, Nouvelle Gallia Judaica (Montpellier-Villejuif) et chercheur à l'Institut d'études du judaïsme Martin Buber (Bruxelles).
Il est chargé de cours invité à l'Université Catholique de Louvain dans la Faculté de Théologie depuis 2016. Depuis 2020, il est conservateur-chercheur (Ausstellungskurator) au Zentrum für Antisemitismusforschung près la Technische Universität de Berlin dans le cadre de la Arthur Langerman Archive for the Study of Visual Antisemitism Fondation - ALAVA.  
Ses recherches et publications portent essentiellement sur l'histoire sociale et religieuse du judaïsme de Belgique et de France aux XVIe, XVIIe, XVIIIe et XIXe siècles. Avec Olivier Hottois, conservateur du MJB, il a dirigé les chantiers de l'Aktion Sühnezeichen Friedensdienste (ASF - Berlin) pour la restauration des cimetières juifs anciens, inventorié et restauré les cimetières juifs d'Arlon (Belgique), La Ferté-sous-Jouarre (France), Vantoux (France), Clausen (Grand Duché du Luxembourg), Boulay (France), Créhange (France) et Bayonne (France). Sous sa direction, et avec la participation de volontaires européens des chantiers de l'ASF, le cimetière de Bayonne — le deuxième plus grand champ de repos du judaïsme séfarade d'Europe après Ouderkerk (Amsterdam) — a fait l'objet d'une campagne d'inventaire de 2010 à 2018, totalisant près de 3 000 dalles sépulcrales de 1654 à 1825.
Les chantiers d'été de restauration et d'inventaire des cimetières juifs d'Arlon (2005) et de La Ferté-sous-Jouarre (2006) sont récompensés en 2017 du "Prix Primo Levi" délivré par le jury de la Fondation Auschwitz (Belgique) qui décide d'octroyer ce prix à Mlle Jasmin Westphal, MM. Klaas Hendrik Eller, Florian Henz et Mattéo Schuerenberg, team leaders de l'ASF (Berlin).

## Publications
(décembre 2024).

### Livres et catalogues
- Ces pierres qui nous parlent. Mémoires juives et patrimoine bruxellois : la partie juive du cimetière du Dieweg au XIXe siècle, Didier Devillez, Bruxelles, 1999. (191 p.)
- Orientalisme et études juives au XIXe siècle. Le manuscrit d’Emile Ouverleaux, D. Devillez, Bruxelles, 2004. (195 p.) Avec J.-Ph. Schreiber.
- Mémoires, mentalités religieuses, art funéraire : la partie juive du cimetière du Dieweg à Bruxelles (XIXe – XXe siècles), Peeters, Collect. Revue des Études Juives, Paris-Louvain, 2005, (336 p. + CD-rom).
- Une mémoire de pierre et de tissu. Contributions à l’histoire sociale et religieuse du judaïsme arlonais au XIXe siècle, Annales de l’Institut archéologique du Luxembourg, 2006. (240 p.)
- Trajectoires et Espaces Juifs. La schoule de Molenbeek. Facettes d’un judaïsme contemporain, catalogue d’exposition, Musée Juif de Belgique, 2007, (204 p.)
- Une enfance au village. Fragments d’autobiographie, Jacob Picard, Léo Baeck Institute; texte traduit de l’anglais et annoté par Ph. Pierret, Bruxelles, 2008, (71 p.)
- Une mémoire de papier. Images de la vie juive en Belgique. Cartes postales XIXe – XXe siècles, Bruxelles, 2009, (271 p.) Avec Gérard Silvain.
- «  La profanation des hosties de Bruxelles de 1370 : présence, récurrence et persistance d’un mythe », Les Amis de la Chapelle, Bruxelles, 2010, (38 pages).
- MuséOn, Revue d'art et d'histoire du Musée Juif de Belgique, n° 1 / 2009 (224 p.) ; n° 2 / 2010 (224 p.) ; n° 3 / 2011 (208 p.); n° 4 / 2012 (208 p.); n° 5 / 2013 (240 p.); n°6 / 2014 (255 p.). Rédaction en chef
- La Maison des Vivants - Beth Hayim -The House of the living, catalogue d'exposition (français-anglais), Musée Juif de Belgique, 2013, (208 p.)
- Le Livre des Petits. Répertoire des familles juives à Bruxelles (1785-1885), tome I, Editions du MJB, Bruxelles, 2015, (512 p.), + CD-Rom
- Arthur Langerman- Mensch de l’année 2020. Compte rendu de la cérémonie de remise du prix et Catalogue de l’exposition,  édition trilingue (F, D, E), Berlin, 2022, 151 pages. Avec A. Königseder, C-E. Linsler.
- Le Livre des Petits. Répertoire des familles juives à Bruxelles (1886-1910), tome II, Institut d'Etudes du Judaïsme, Bruxelles, 2023, (512 p.),